# Даница Ђуровић
Даница Дања Ђуровић-Марковић (Дупило, 14. фебруар 1925 – Подгорица, 16. мај 2001) била је српска сликарка из Црне Горе.

## Биографија
Даница Ђуровић се  школовала на Академији примијењених умјетности Универзитета у Загребу, Умјетничкој школи у Херцег Новом и на Педагошкој академији у Никшићу.  Усавршавала је сликарство у атељеу Министарства културе на Цетињу, а касније је радила са Милом Милуновићем у његовом атељеу.
Као стипендиста Фонда "Моша Пијаде" усавршавала се у Паризу.
Њено прво запослење било је као учитељица. Сликала је илустрације за часописе Побједа, Омладински Покрет и Наша Жена.

## Уметничко дело
Мило Милуновић је утицао на Даничин рани избор тема, попут мртве природе, али је Даница убрзо стилски кренула у експресионистичком правцу. Ова фаза је завршена даљим окретањем ка апстракцији, у којој се препознатљиви облици поједностављују и преуређују. Вратила се раним темама у свом каснијем сликарству. Развила је свој аутентичан стил који се протезао  од поетског реализма до експресионизма.
Њена рана дела карактерише поетски реализам, који садржи природу, историјска урбана језгра и повремене људске фигуре приказане суптилним лиризмом. Временом се њен израз развија у правцу експресионизма: до 1950-их, њен стил је прихватио смеле боје и покрете четкица, дајући предност емоционалном интензитету над прецизном формом. Историчарка уметности Олга Перовић описала је Даничине слике из овог периода као „помало грубе, оштре, рекло би се мужевне“, које одражавају укорењене предрасуде са којима су се уметнице суочавале на доминантно мушкој уметничкој сцени.

## Самосталне изложбе
- Раднички дом, Титоград (1956);
- Модерна галерија, Титоград (1967, 1968).

## Групне изложбе
- Париз,
- Брисел,
- Рим,
- Бари,
- Титоград,
- Пиран,
- Цетиње,
- Београд.

## Награде
- Награда Цетињског ликовног салона „13. новембар“, Цетиње (1969).